# Бойова охорона

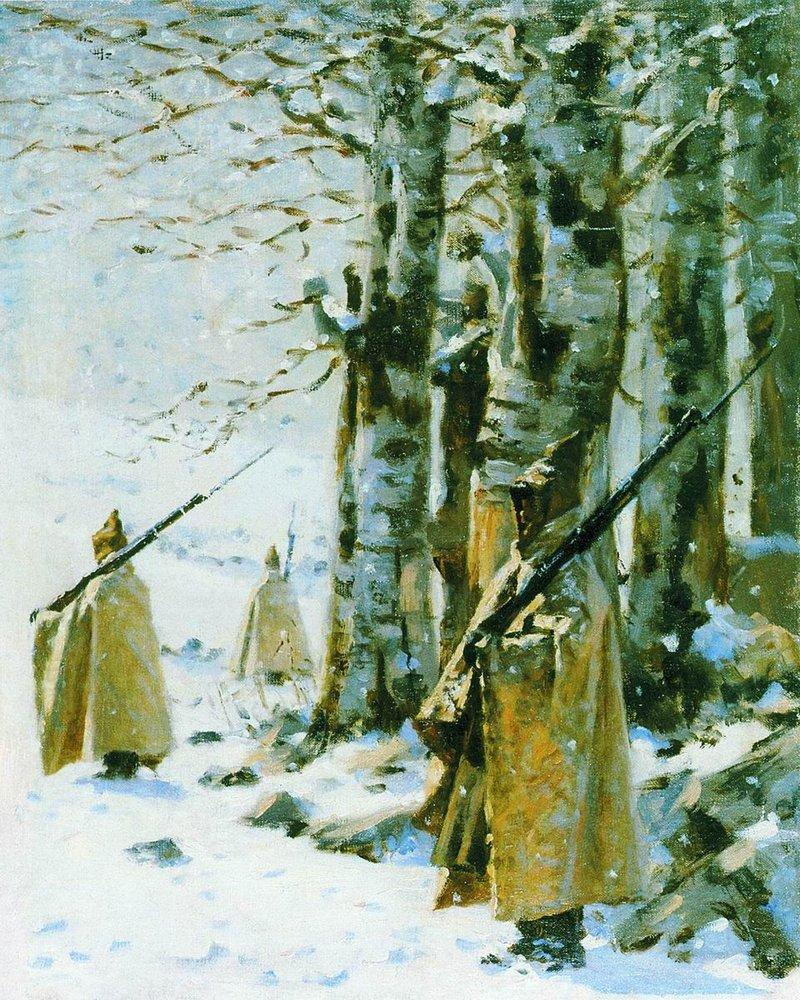
Солдати російської імператорської армії в бойовій охороні. Картина В. В. Верещагіна «Пікет на Балканах», близько 1878.

Бойова охорона — у військовій справі — вид охорони в сухопутних військах, що проваджується з метою недопущення проникнення розвідки противника до бойових і передбойових порядків, запобігання раптового нападу на головні сили своїх військ, забезпечення їм часу і сприятливих умов для вступу в бій.

## Зміст
Бойова охорона висилається в обороні (при закріпленні на зайнятих у ході наступу рубежах) від батальйонів першого ешелону в тих випадках, коли між переднім краєм своїх військ і військ противника мається нейтральна зона. Склад сил і засобів, що виділяються в бойову охорону, залежить від обстановки і визначається командиром з'єднання (частини). Безпосередніми організаторами бойової охорони є командири батальйонів, які відповідно до рішення командира з'єднання (частини) призначають сили і засоби в бойову охорону, ставлять їм бойові завдання і визначають порядок їх виконання.
Бойова охорона займає позиції, які вибираються і обладнуються попереду бойових порядків батальйонів або в проміжках між ними, на напрямках ймовірних дій противника. У бій з дрібними групами бойова охорона, як правило, не вступає, про їх появі командир підрозділу, призначеного в бойову охорону, доповідає старшому начальнику. При переході переважаючих сил противника в наступ бойова охорона своїм вогнем і наполегливою обороною займаних позицій затримує його передові підрозділи і примушує розгорнутися в бойовий порядок головні сили супротивника. Бойові дії бойової охорони підтримуються вогнем артилерії і мінометів.
Для виключенню раптового нападу противника щодо недопущення диверсійно-розвідувальних груп противника в місця дислокації підрозділів власних військ (сил), а також щодо забезпечення частини основних сил часом для розгортання і вступу в бій в умовах близьких до зіткнення з противником рішенням командира виділяється бойову охорону.
У разі коли війська перебувають на марші, бойова охорона називатиметься похідною охороною. Залежно від чисельності тимчасового формування, таке тимчасове формування має назву похідна застава (що складається з взводу), або похідний дозор (який складається з відділення).
Залежно від розташування до основних сил на марші похідна застава (дозор) можуть бути головним, тиловим, правим бічним або лівим бічним.
У разі розташуванні військ на місці, охорона називається — сторожовою. А тимчасові формування здійснюють сторожову охорону з метою охорони певної ділянки дороги або підступів, по якій сили противника можуть проникнути до місця дислокації або в тил власних військ, в залежності від чисельності, й називаються сторожовими заставами або сторожовими дозорами.
У військово-морських силах бойова охорона — вид забезпечення бойових дій, який організується на переході морем, у морському бою, при стоянці на незахищеному рейді та в інших випадках. Бойова охорона є складовою частиною бойового (похідного) порядку з'єднання (групи) кораблів. За характером виконуваних завдань бойова охорона може бути протичовновою, протикатерною, протимінною тощо. Склад сил, що виділяються в бойову охорону, визначається командиром з'єднання (групи) кораблів залежно від характеру завдань, що виконується, наявності сил та інших умов обстановки.
В арміях деяких країн і їх військово-морських силах також передбачається організація бойової охорони. У сухопутних військах бойову охорону зазвичай виставляється в обороні при відсутності безпосереднього зіткнення з противником. До складу бойової охорони, як правило, виділяються: від роти — посилений піхотний (мотопіхотний) взвод; від піхотного (мотопіхотного) батальйону — рота з необхідними засобами посилення. Позиції бойової охорони призначаються на видаленні 1-2,5 км від переднього краю оборони.